# Children's Pool Beach

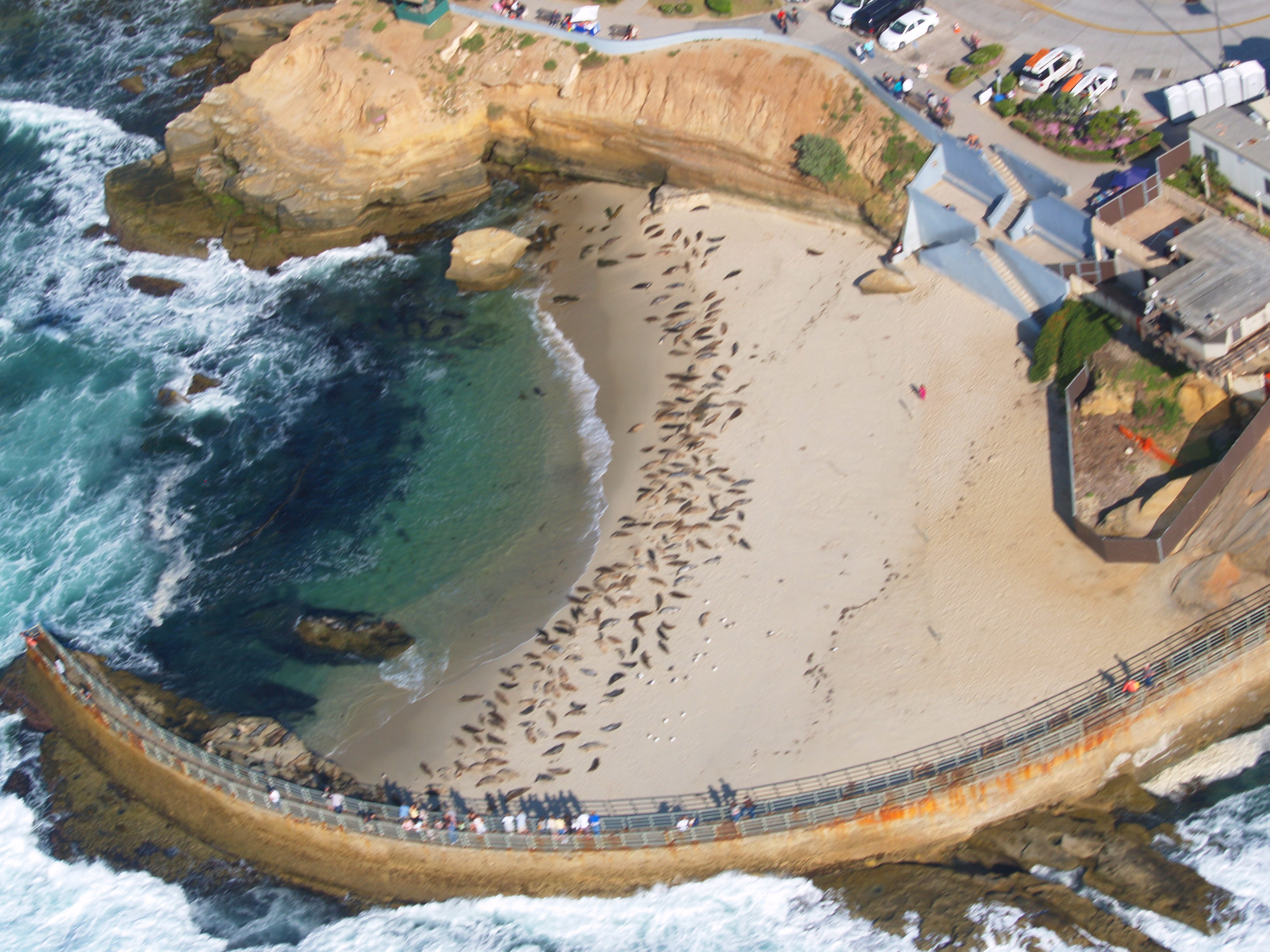
Vista aérea de la playa, en mayo de 2011, con por encima 200 focas

Children's Pool Beach es una pequeña playa de arena ubicada en 850 Coast Boulevard, al final de Jenner Street, en San Diego, California.
La Children´s Pool obtuvo su nombre después de la construcción de un rompeolas de hormigón en 1931. La estructura fue regalada a la comunidad de La Jolla por la filántropa local Ellen Browning Scripps, quien pagó por la construcción de un proyecto de rompeolas para crear un lugar donde los niños pudieran jugar y nadar que estaría protegido de las olas que llegaban a la costa y las playas adyacente a esta área. El obsequio fue confirmado por un acto de la Legislatura, firmado por el gobernador James Rolph Jr. en 1931.
La Children´s Pool se convirtió en tema de controversia por la creciente colonia de focas de puerto que ha habitado la playa desde mediados de la década de 1990.

## Presencia de focas

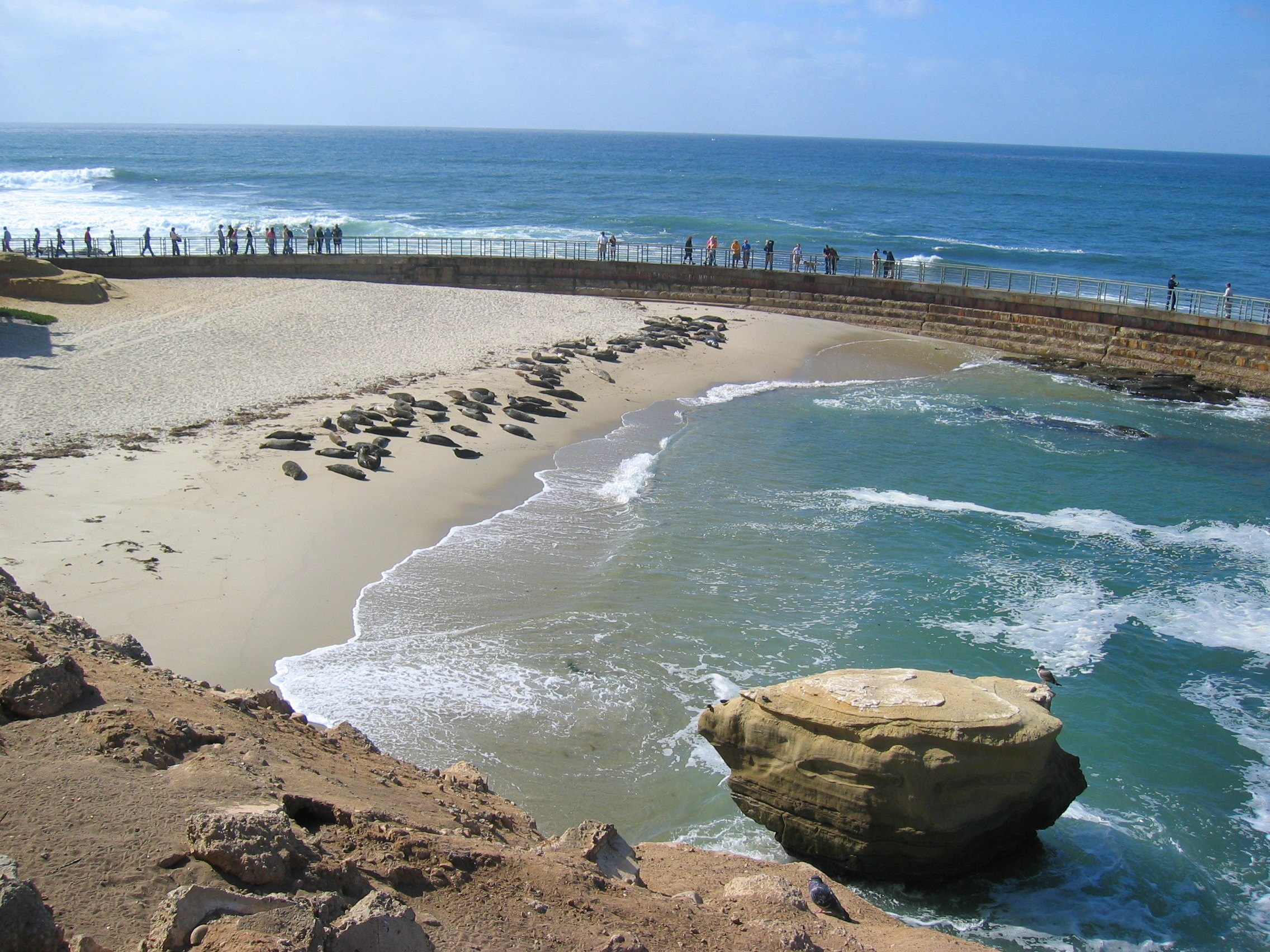
Más de sesenta focas descansando en la arena de la playa, en octubre de 2005.

El primer avistamiento reportado por el ayuntamiento de las focas en la zona fue en 1992, cuando se observó que la población de mamíferos marinos y, en particular, de focas de puerto había aumentado durante los últimos 10 años. En noviembre de 1994 la ciudad creó una Reserva de Mamíferos Marinos. La Reserva fue creada por un período de 5 años y luego renovada por un segundo período de 5 años. El límite de la reserva se extendía casi hasta la entrada hacia el mar de la piscina infantil. Las agencias estatales expresaron opiniones contradictorias sobre la capacidad legal de la ciudad para crear esta reserva.
En septiembre de 1997 la ciudad cerró la playa debido a «alto contenido fecal continuado». El alto contenido bacterial fue atribuido más tarde a los excrementos de las focas. A raíz de esto, comenzó una discusión sobre si las focas debían de seguir ocupando la zona. Algunos quisieron que el área fuera convertida en un santuario para mamíferos marinos, mientras otros quisieron preservar el uso recreativo de la playa. La Comisión Costera de California concluyó que esta playa no podía ser utilizada como reserva marina y tiene que quedar abierta al público.
A finales de 2009, aproximadamente 200 focas de puerto estaban asentadas en la playa regularmente. Estos animales se habían convertido en una popular atracción turística que trae en miles de dólares a negocios locales.